# Walther Ludewig
Walther Ludewig (* 13. März 1923 in Kassel; † 29. April 2012) war ein deutscher Politiker der FDP.

## Leben
Ludewig war von Beruf Verwaltungsangestellter und Handelsvertreter. Ab 1974 leitete er ein Beratungsbüro für Kälte- und Klimatechnik. 

## Politik
Ludewig trat 1964 der FDP bei. Von 1976 bis 1980 war er Mitglied des Deutschen Bundestages. Er wurde über die Landesliste Niedersachsen gewählt. In der Kommunalpolitik war er auch tätig: Als Mitglied des Gemeinderats und Bürgermeister, später Mitglied des Stadtbezirks/Ortsrats Volkmarode, 1968–1974 als Kreistagsabgeordneter, 1976–1978 als Vorsitzender des Bezirksverbandes Braunschweig und stellvertretender Landrat des Landkreises Braunschweig.
Unterlagen über seine Tätigkeit für die FDP befinden sich im Archiv des Liberalismus der Friedrich-Naumann-Stiftung für die Freiheit in Gummersbach.